# TechCrunch
TechCrunch – amerykańska strona internetowa dostarczająca informacji na temat technologii, wiadomości oraz analiz. Jej twórcami są Michael Arrington i Keith Teare. Serwis był notowany w rankingu Alexa na miejscu 1663 (styczeń 2020).
Serwis TechCrunch i jego sieć stron internetowych odwiedza w miesiącu ponad 12 milionów unikalnych użytkowników. Strona osiąga ponad 37 milionów odsłon miesięcznie.

## Historia
Strona internetowa TechCrunch powstała 11 czerwca 2005 roku. Michael Arrington uruchomił wtedy blog, na którym można było dzielić się informacjami o firmach technologicznych. Blog szybko zyskał ogromną popularność i przykuł uwagę funduszy inwestycyjnych. 
W 2006 roku Arrington jako pierwszy opublikował wiadomość o przejęciu YouTube przez Google. Dzięki temu wydarzeniu inne media cytowały opinię TechCrunch o wspomnianym przejęciu, co bezpośrednio przełożyło się na rosnącą popularność serwisu. 
28 września 2010 roku podczas konferencji TechCrunch Disrupt San Francisco, firma AOL podpisała umowę przejęcia TechCrunch. Serwis został wykupiony przez dostawcę usług internetowych za około 25 milionów dolarów.
We wrześniu 2011 roku Michael Arrington zrezygnował ze stanowiska redaktora TechCrunch. Powodem był konflikt interesów związany z decyzją o założeniu CrunchFund, firmy VC zajmującej się inwestowaniem w startupy technologiczne.
W 2021 r. Verizon sprzedał swoje aktywa medialne, w tym AOL, Yahoo i TechCrunch, firmie private equity Apollo Global Management, a Apollo zintegrował je z nowym podmiotem o nazwie Yahoo.

## Produkty

### TechCrunch Disrupt
TechCrunch jest gospodarzem konferencji technologicznej, TechCrunch Disrupt, która odbywa się każdego roku w kilku miastach w Stanach Zjednoczonych i w Europie. W roku 2019 zorganizowano dwa wydarzenia, TechCrunch Disrupt San Francisco oraz TechCrunch Disrupt Berlin.
Celem konferencji jest umożliwienie startupom technologicznym promowanie swoich produktów i usług wśród potencjalnych inwestorów.

### Startup Battlefield
Startup Battlefield to konkurs dla startupów, które są we wczesnej fazie rozwoju. Uczestniczy rywalizują na jednej scenie o nagrody pieniężne, uwagę mediów i inwestorów z całego świata. Jury konkursu składa się z redaktorów TechCrunch, przedstawicieli VC i przedsiębiorców indywidualnych. Udział w konkursie jest całkowicie bezpłatny. Zwycięzcy Startup Battlefield otrzymują odpowiednio $100,000 i $50,000 podczas TechCrunch Disrupt San Francisco i TechCrunch Disrupt Berlin.

### Crunchbase
Crunchbase jest platformą umożlwiającą wyszukiwanie informacji biznesowych o firmach prywatnych i publicznych oraz kontaktownie się z ludźmi, którzy za nimi stoją.
Materiały udostępnione na Crunchbase tworzą bazę danych składającą się z informacji na temat inwestycji i sposobów finansowania firm, ich założycieli, kluczowych osób oraz fuzji i przejęć. Crunchbase publikuje także wiadomości dotyczące trendów w branży.
W latach 2007–2015 TechCrunch był podmiotem odpowiedzialnym za prowadzenie Crunchbase. W 2015 roku platforma stała się podmiotem prywatnym i funkcjonuje niezależnie od TechCrunch.

### Crunchies
W 2007 roku TechCrunch zaingurował ceremonię wręczania nagród o nazwie Crunchies. Jej celem było wyróżnienie i uczczenie najbardziej atrakcyjnych startupów, innowacji technologicznych i internetowych. Ze względu na kontrowersje wokół nagród, w 2017 roku TechCrunch ogłosił koniec organizacji wydarzenia.

### Extra Crunch
W lutym 2019 roku TechCrunch wprowadził na rynek nowy produkt o nazwie Extra Crunch. Są to dodatkowe treści publikowane w serwisie TechCrunch dostępne dla osób, które wykupiły subskrypcję.

## Wersje językowe
Strona TechCrunch jest obecnie dostępna w językach angielskim oraz japońskim.